# باشگاه ورزشی سائو کتانو
باشگاه ورزشی سائو کتانو (انگلیسی: Associação Desportiva São Caetano) یک باشگاه فوتبال برزیلی است که در سال 1989 تأسیس شد.